# Passionfruit
Passionfruit è un singolo del rapper canadese Drake, pubblicato nel 2017 ed estratto dal mixtape More Life. Il singolo ha raggiunto la posizione 19 della classifica italiana ed è rimasto presente in classifica per svariate settimane, tanto da raggiungere il disco di platino.
Il brano ha ricevuto un'egregia ricezione critica, venendo considerato come il miglior brano di More Life, ed essendo stato anche definito da Billboard come il miglior brano pop di Drake.

## Tracce
1. Passionfruit – 4:59